# Baja Kunda
Baja Kunda – miasto w Gambii, w Okręgu Upper River.